# Kyōka Izumi
Kyōka Izumi (泉 鏡花 Izumi Kyôka, 1873-1939), pseudônimo de Kyôtarô Izumi, foi um escritor japonês, autor de romances, contos e peças de kabuki, ativo desde meados da era Meiji até o período pré-guerra.
Em sua escrita, Kyôka se diferencia dos escritores naturalistas que dominavam a cena da literatura na época. Muitas de suas obras são críticas surrealistas da sociedade. Ele também é mais conhecido pelos romances de viés sobrenatural, fortemente influenciados por obras escritas durante o período Edo, as quais ele temperou com sua visão pessoal da estética e arte modernas.
Ele também é considerado um dos estilistas supremos da literatura japonesa moderna, e a dificuldade e riqueza de sua prosa têm sido freqüentemente observadas por outros autores e críticos.